# Magdeburg ostroma (1630–1631)
Magdeburg ostroma (1630 júliusa – 1631. május 20.) a harmincéves háború egyik nagyobb csatája volt. Az egyik oldalon a várost ostromló katolikus katonák és az azok mellett harcoló zsoldosok, a másik oldalon a svéd protestáns várvédők álltak. Az ostrom főleg arról nevezetes, hogy a vár bevétele után a katolikusok hatalmas fosztogatásba és mészárlásba kezdtek, és az egész várost felgyújtották.

## A szemben álló felek

### A Német-római Birodalom és a Katolikus Liga
A csatában e kettő fél közül a Katolikus Ligáé a nagyobb szerep. Ennek a hadseregnek az ostromban harcoló részének parancsnoka Johann t’Serclaes Tilly volt. Hadserege hatalmas létszámfölényben volt Magdeburg helyőrségével szemben. Létszáma több mint 25 000 fő volt, ehhez jöttek még az ostromhoz hozatott ágyúk. A hadsereg ugyanakkor nem mondható kifejezetten katolikusnak, mert nagyrészt zsoldosokból állt, akiket az elfoglalt protestáns területekről toboroztak.

### Svédország (protestánsok)
A svédek hatalmas túlerővel találták szemben magukat. Viszont bőséges volt az ellátmányuk, nagy készlettel rendelkeztek. Magdeburg nagy és erős vár volt. és eddig nem tudták soha bevenni. A svéd helyőrség száma a város lakosait leszámítva alig érte el a 2400 főt, melynek parancsnoka Dietrich von Falkenberg ezredes volt.

## Az ostrom

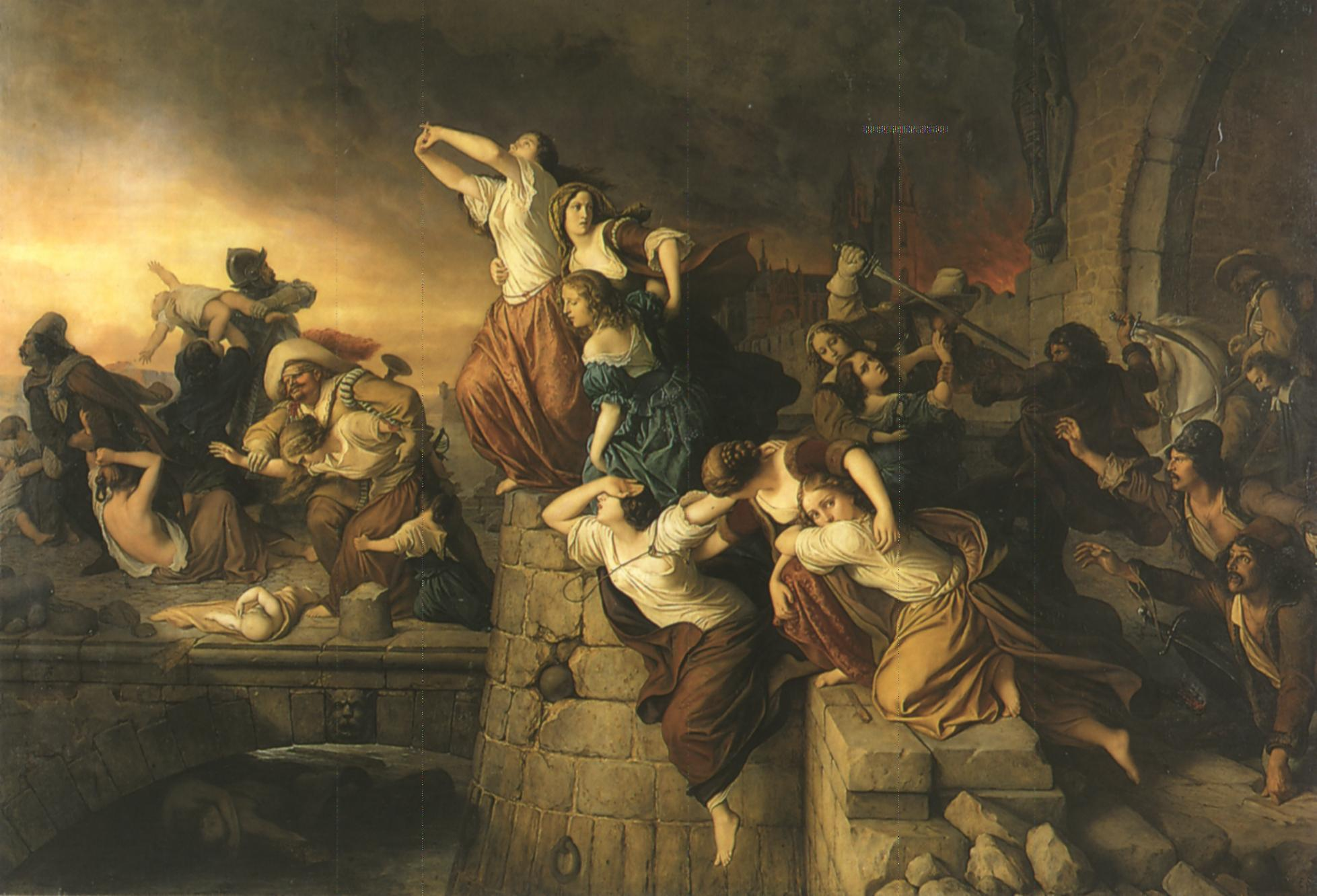
Az ostromlók miután bejutottak a városba, hatalmas fosztogatást és mészárlást rendeztek. (Eduard Steinbrück festménye)

Az ostrom 1630 júliusában kezdődött el. Bár többszörös túlerőben voltak az ostromló katolikus seregek, az erős vár és a védők kitartó hősiessége miatt nem sikerült bevenniük a várat. De több hónap után világossá vált a védők számára, hogy hosszú ideig nem tarthatják magukat. A város vezetői béketárgyalásokat akartak kezdeményezni, de Dietrich von Falkenberg ezredes arra biztatta őket, hogy hamarosan megjönnek II. Gusztáv Adolf svéd király felmentő csapatai. De a felmentő csapat nem ért időben Magdeburgba. 
1631. május 20-án (Julián-naptár szerint május 10-én) a katolikusok végső rohamot indítottak a vár ellen, mely nem tudta megvédeni magát. Bár a helyzet reménytelen volt, a katonák a lakossággal karöltve bátran védekeztek, mindent bevetettek, de minden hiábavaló volt. A város elesett. A zsoldosok mindent elvettek, elvittek pénzt, marhát, lovat, még túszokat is szedtek. A város lakói halálra voltak ítélve, mert hevesen védekeztek, sokakat legyilkoltak, felakasztottak. A várost pedig felégették, alig 130 ház élte túl a pusztulást. A város szinte minden lakosát megölték, kivéve azokat, akik a templomban kerestek menedéket és néhány szerencsés embert. A város lakosaiból végül 5000, többségében nők maradtak életben.

## A „magdeburgi véres Biblia”
A mészárlás közepette történtek csodák is. Egy Krammler nevű protestáns lelkészt egy kisebb kápolnában találták meg a zsoldosok, aki éppen imádkozott. A zsoldosok kardot rántottak, Krammler pedig a Bibliával védekezett, ami felfogta a kardok által történt ütéseket. Miközben a pap a Bibliával védekezett, pont a végítélet részénél nyílt ki a könyv. A hálás pap megőrizte a Bibliát, ami még most is megtalálható.

## Az ostrom következményei
Magdeburg elfoglalása, kifosztása és elpusztítása miatt az egész protestáns világ forrongott. A protestáns erők így nem gyengébbek, hanem erősebbek lettek attól a dühtől, amit Magdeburgban a katolikus zsoldosok tettek.